# Liste des patriarches œcuméniques de Constantinople
La liste des patriarches œcuméniques de Constantinople reprend les patriarches d'obédience orthodoxe et dits « œcuméniques » de Constantinople, primats de l'Église orthodoxe de Constantinople.

## Évêques de Byzance (jusqu'en 325)
- André (apôtre) (fondateur).
- Stachys de Byzance (38-54).
- Onésime (54-68).
- Polycarpe Ier de Byzance (69-89).
- Plutarque de Byzance (89-105).
- Sédécion (105-114).
- Diogène (114-129).
- Éleuthère (129-136).
- Félix (136-141).
- Polycarpe II (141-144).
- Athénodore (144-148).
- Euzoïus (148-154).
- Laurent (154-166).
- Alype (166-169).
- Pertinax (169-187).
- Olympien (187-198).
- Marc Ier (198-211).
- Philadelphe (211-217).
- Cyriaque Ier (217-230).
- Castinus (230-237).
- Eugène Ier (237-242).
- Titus (242-272).
- Dometius (272-284).
- Rufinus Ier (284-293).
- Probus (293-306).
- Métrophane (306-314).
- Alexandre (314-337).

## Évêques et archevêques de Constantinople (337-381)
- Paul Ier de Constantinople (337-339).
- Eusèbe de Nicomédie (339-341).
- Paul Ier de Constantinople, restauré (341-342).
- Macédonios Ier de Constantinople (342-346).
- Paul Ier de Constantinople, restauré (346-351).
- Macédonios Ier de Constantinople, restauré (351-360).
- Eudoxe de Constantinople (360-370).
- Démophile de Constantinople (370-379).
- Évagre (370 ou 379).
- Maxime Ier (380).
- Grégoire Ier de Nazianze (379-381), dit Grégoire le Théologien, abdique en 381 et meurt en 390.

## Patriarches de Constantinople (depuis 381)

### De ThéodoseIerà la fin de l'iconoclasme
- 381-397 : Nectaire de Constantinople.
- 398-404 : Jean Chrysostome, exilé, mort en 407.
- 404-405 : Arsace de Constantinople.
- 406-425 : Attique de Constantinople.
- 426-427 : Sisinios Ier de Constantinople.
- 428-431 : Nestorius.
- 431-434 : Maximien de Constantinople.
- 434-446 : Proclus de Constantinople.
- 446-449 : Flavien de Constantinople.
- 449-458 : Anatole de Constantinople.
- 458-471 : Gennade Ier de Constantinople.
- 472-489 : Acace de Constantinople.
- 489-490 : Fravitas de Constantinople.
- 490-496 : Euphémius de Constantinople ; exilé.
- 496-501 : Macédonius II ; exilé.
- 511-518 : Timothée Ier de Constantinople.
- 518-520 : Jean II de Cappadoce.
- 520-535 : Épiphane de Constantinople.
- 535-536 : Anthime Ier de Constantinople ; déposé.
- 536-552 : Mennas.
- 552-565 : Eutychius de Constantinople (1) ; déposé.
- 565-577 : Jean III Scholastique.
- 577-582 : Eutychius de Constantinople (2).
- 582-595 : Jean IV le Jeûneur.
- 596-606 : Cyriaque de Constantinople.
- 607-610 : Thomas Ier de Constantinople.
- 610-638 : Serge Ier de Constantinople.
- 638-641 : Pyrrhus de Constantinople (1).
- 641-653 : Paul II de Constantinople.
- 654-654 : Pyrrhus de Constantinople (2).
- 654-666 : Pierre de Constantinople.
- 667-669 : Thomas II de Constantinople.
- 669-675 : Jean V de Constantinople.
- 675-677 : Constantin Ier de Constantinople.
- 677-679 : Théodore Ier de Constantinople (1).
- 679-686 : Georges Ier de Constantinople.
- 686-687 : Théodore Ier de Constantinople (2).
- 688-693 : Paul III de Constantinople.
- 693-705 : Callinique Ier de Constantinople.
- 705-712 : Cyrus de Constantinople.
- 712-715 : Jean VI de Constantinople.
- 715-730 : Germain Ier de Constantinople.
- 730-754 : Anastase de Constantinople.
- 754-766 : Constantin II de Constantinople.
- 766-780 : Nicétas Ier de Constantinople.
- 780-784 : Paul IV de Constantinople.
- 784-806 : Taraise de Constantinople ; saint.
- 806-815 : Nicéphore Ier de Constantinople ; exilé, saint.
- 815-821 : Théodote Ier Cassitéras ;
- 821-837 : Antoine Ier de Constantinople.
- 837-843 : Jean VII le Grammairien.

### De la fin de l'iconoclasme jusqu'à la chute de l'Empire byzantin
- 843-847 : Méthode Ier ;
- 847-858 : Ignace de Constantinople (1) déposé ;
- 858-867 : Photios Ier (1) ; saint ;
- 867-877 : Ignace de Constantinople (2) rétabli ;
- 877-886 : Photios Ier (2) rétabli ;
- 886-893 : Étienne Ier ;
- 893-901 : Antoine II Cauléas ;
- 901-907 : Nicolas Ier Mysticos (1) exilé ;
- 907-912 : Euthyme Ier
- 912-925 : Nicolas Ier Mysticos (2) rétabli ;
- 925-927 : Étienne II d'Amasée ;
- 927-931 : Tryphon de Constantinople ;
- 931-933 : vacance du siège ;
- 933-956 : Théophylacte de Constantinople ;
- 956-970 : Polyeucte de Constantinople ;
- 970-974 : Basile Ier Skamandrènos ;
- 974-978 : Antoine III Studite ;
- 978-980 : vacance du siège ;
- 980-991 : Nicolas II Chrysobergès ;
- 991-996 : vacance du siège durant 4 ans et 6 mois ;
- 996-998 : Sisinios II ;
- 998-1001 : vacance du siège ;
- 1001-1019 : Serge II de Constantinople ;
- 1019-1025 : Eustathe de Constantinople ;
- 1025-1043 : Alexis Studite ;
- 1043-1058 : Michel Ier Cérulaire ;
- 1059-1063 : Constantin III Lichoudès ;
- 1064-1075 : Jean VIII Xiphilin ;
- 1075-1081 : Cosmas Ier, abdication ;
- 1081-1084 : Eustrate Garidas, abdication ;
- 1084-1111 : Nicolas III Grammatikos ;
- 1111-1134 : Jean IX Agapètos ;
- 1134-1143 : Léon Stypès ;
- 1143-1146 : Michel II Courcouas, abdication ;
- 1146-1147 : Cosmas II Atticus, déposé ;
- 1147-1151 : Nicolas IV Muzalon, abdication ;
- 1151/1152-1153/1154 : Théodote II ;
- 1153-1154 : Néophyte Ier, abdication ;
- 1154-1157 : Constantin IV Chliarénos ;
- 1157-1170 : Luc Chrysobergès ;
- 1170-1178 : Michel III d'Anchialos ;
- 1178-1179 : Chariton Eugeniotès ;
- 1179-1183 : Théodose le Boradiote, déposé ;
- 1183-1186 : Basile II Kamatéros, déposé ;
- 1186-1189 : Nicétas II Mountanès ;
- 1189-1189 : Dosithée de Jérusalem (9 jours en février) ;
- 1189-1189 : Léonce le Théotokite ;
- 1189-1191 : Dosithée de Jérusalem, rétabli ;
- 1191-1198 : Georges II Xiphilin ;
- 1198-1206 : Jean X Kamateros ;
- 1208-1214 : Michel IV Autorianos ;
- 1214-1216 : Théodore II Eirenikos ;
- 1216-1216 : Maxime II ;
- 1217-1222 : Manuel Ier Karanténos ;
- 1222-1240 : Germain II ;
- 1240-1240 : Méthode II ;
- 1240-1244 : Vacance du siège.
- 1244-1254 : Manuel II ;
- 1255-1259 : Arsène Autorianos (1) ;
- 1259-1260 : Nicéphore II ;
  - 1261-1265 : Arsène Autorianos (2) ;
- 1265-1266 : Germain III ;
- 1266-1276 : Joseph de Constantinople (1) ; abdication ;
- 1276-1282 : Jean XI Vekkos ; destitution ;
  - 1282-1283 : Joseph de Constantinople (2) ;
- 1283-1289 : Grégoire II de Chypre ;
- 1289-1293 : Athanase Ier de Constantinople (1) ;
- 1294-1303 : Jean XII Kosmas ;
  - 1303-1309 : Athanase Ier de Constantinople (2) ;
- 1310-1314 : Niphon de Constantinople ;
- 1315-1319 : Jean XIII Glykys ;
- 1320-1321 : Gérasime Ier de Constantinople ;
- 1321-1323 : Vacance du siège.
- 1323-1332 : Isaïe de Constantinople ;
- 1332-1334 : Vacance du siège ;
- 1334-1347 : Jean XIV Kalékas ;
- 1347-1350 : Isidore Ier de Constantinople ;
- 1350-1353 : Calliste Ier (1) ;
- 1353-1354 : Philothée Kokkinos (1), déposé ;
  - 1355-1363 : Calliste Ier (2) ;
  - 1364-1376 : Philothée Kokkinos (2) ;
- 1376-1379 : Macaire (1) ;
- 1379-1388 : Nil ;
- 1389-1390 : Antoine IV (1) ;
  - 1390-1391 : Macaire (2) ;
  - 1391-1397 : Antoine IV (2) ;
- 1397-1397 : Calliste II Xanthopoulos ;
- 1397-1410 : Mathieu Ier ;
- 1410-1416 : Euthyme II ;
- 1416-1439 : Joseph II ;
- 1440-1443 : Métrophane II ;
- 1443-1454 (élection de Gennadios Scholarios) : Grégoire III Mammé ; il quitte Constantinople en 1450 et meurt 1459 ;
  - 1450-1453 : Athanase II.(légendaire)

### Depuis la chute de l'Empire byzantin
- 1454-1456 : Gennade II Scholarios (1)
- 1456-1462 : Isidore II
  - 1462-1463 : Gennade II Scholarios (2)
- 1463-1464 : Sophrone Ier
  - 1464-1465 : Gennade II Scholarios (3)
- 1465-1466 : Joasaph Ier
- 1466-1466 : Marc II Xylokaravi
- 1467-1467 : Syméon de Trébizonde
- 1467-1471 : Dionysios ou Denys Ier (1)
  - 1471-1472 : Syméon de Trébizonde (2)
- 1475-1476 : Raphaël Ier
- 1476-1482 : Maxime III
  - 1482-1486 : Syméon de Trébizonde (3)
- 1486-1488 : Niphon II (1)
  - 1488-1490 : Dionysios ou Denys Ier (2)
- 1491-1497 : Maxime IV
  - 1497-1498 : Niphon II (2)
- 1498-1502 : Joachim Ier (1)

### XVIesiècle
| Portrait | Nom de règne                 | Patriarcat                                                        | Remarques                                             |
| -------- | ---------------------------- | ----------------------------------------------------------------- | ----------------------------------------------------- |
|          | Niphon II Νήφων Β΄           | 1502 - 1502 3 mois                                                | Troisième Patriarcat; Saint chrétien fêté le 11 août. |
|          | Pacôme Ier Παχώμιος Α΄       | 1503 - 1504 1 an                                                  | Premier Patriarcat.                                   |
|          | Joachim Ier Ιωακείμ Α΄       | 1504 - 8 mai 1504 4 mois et 7 jours                               | Second Patriarcat.                                    |
|          | Pacôme Ier Παχώμιος Α΄       | 8 mai 1504 - 1513 8 ans, 7 mois et 24 jours                       | Second Patriarcat.                                    |
|          | Théolepte Ier Θεόληπτος Α΄   | 1513 - décembre 1522 9 ans et 11 mois                             | -                                                     |
|          | Jérémie Ier Ιερεμίας Α΄      | 31 décembre 1522 - avril 1524 1 an, 3 mois et 1 jour              | Premier Patriarcat.                                   |
|          | Joannice Ier Ιωάσαφ Β΄       | avril 1524 - septembre 1526 2 ans et 5 mois                       | Non reconnu.                                          |
|          | Jérémie Ier Ιερεμίας Α΄      | septembre 1526 - 13 janvier 1546 19 ans, 4 mois et 12 jours       | Second Patriarcat.                                    |
|          | Dionysios II Διονύσιος Β΄    | 17 avril 1546 - juillet 1556 10 ans, 2 mois et 14 jours           | -                                                     |
|          | Joasaph II Ιωάσαφ Β΄         | juillet 1556 - 15 janvier 1565 8 ans, 6 mois et 14 jours          | -                                                     |
|          | Métrophane III Μητροφάνης Γ΄ | 15 janvier 1565 - renonce le 4 mai 1572 7 ans, 3 mois et 19 jours | Premier Patriarcat.                                   |
|          | Jérémie II Ιερεμίας Β΄       | 5 mai 1572 - 29 novembre 1579 7 ans, 6 mois et 24 jours           | Premier Patriarcat.                                   |
|          | Métrophane III Μητροφάνης Γ΄ | 24 décembre 1579 - 9 août 1580 7 mois et 16 jours                 | Second Patriarcat.                                    |
|          | Jérémie II Ιερεμίας Β΄       | 9 août 1580 - 22 février 1584 3 ans, 6 mois et 13 jours           | Deuxième Patriarcat.                                  |
|          | Pacôme II Παχώμιος Β΄        | 22 février 1584 - 27 février 1585 1 an et 5 jours                 | Non reconnu.                                          |
|          | Théolepte II Θεόληπτος Β΄    | 27 février 1585 - 29 avril 1587 2 ans, 2 mois et 2 jours          | -                                                     |
|          | Jérémie II Ιερεμίας Β΄       | 29 avril 1587 - décembre 1595 8 ans, 7 mois et 2 jours            | Troisième Patriarcat.                                 |
|          | Mathieu II Ματθαίος Β΄       | février 1596 - février 1596 20 jours                              | Premier Patriarcat.                                   |
|          | Gabriel Ier Γαβριήλ Α΄       | mars 1596 - août 1596 5 mois                                      | -                                                     |
|          | Théophane Ier Θεοφάνης Α΄    | août 1596 - 26 mars 1597 7 mois et 25 jours                       | Administrateur, puis confirmé le 26 février 1597.     |
|          | Mélétios Ier Μελέτιος Α΄     | 26 mars 1597 - avril 1598 1 an et 6 jours                         | Administrateur.                                       |
|          | Mathieu II Ματθαίος Β΄       | avril 1598 - février 1602 3 ans et 10 mois                        | Deuxième patriarcat.                                  |

### XVIIesiècle
| Portrait | Nom de règne                                      | Patriarcat                                                       | Remarques |
| -------- | ------------------------------------------------- | ---------------------------------------------------------------- | --- |
|          | Néophyte II Νεόφυτος Β΄                           | février 1602 - janvier 1603 11 mois                              | Premier Patriarcat. |
|          | Mathieu II Ματθαίος Β΄                            | janvier 1603 - février 1603 1 mois                               | Troisième Patriarcat. C'est pendant ce pontificat que le siège du Patriarcat œcuménique de Constantinople a été transféré de l'église Saint-Démétrios Xyloportas à l'église Saint-Georges du Phanar où il se trouve encore. |
|          | Raphaël II Ραφαήλ Β΄                              | février 1603 - 15 octobre 1607 4 ans, 8 mois et 14 jours         | - |
|          | Néophyte II Νεόφυτος Β΄                           | 15 octobre 1607 - octobre 1612 4 ans, 11 mois et 16 jours        | Deuxième Patriarcat. |
|          | Cyrille Ier Κύριλλος Α΄                           | octobre 1612 - novembre 1612 1 mois                              | Premier Patriarcat, administrateur. |
|          | Timothée II Τιμόθεος Β΄                           | novembre 1612 - 3 septembre 1620 7 ans, 10 mois et 2 jours       | - |
|          | Cyrille Ier Κύριλλος Α΄                           | 4 novembre 1620 - 12 avril 1623 2 ans, 5 mois et 8 jours         | Deuxième Patriarcat. |
|          | Grégoire IV Γρηγόριος Δ΄                          | 12 avril 1623 - 18 juin 1623 2 mois et 6 jours                   | - |
|          | Anthème II Άνθιμος Β΄                             | 18 juin 1623 - renonce le 22 septembre 1623 3 mois et 4 jours    | Renonce en faveur de Cyrille Ier en échange de 4000 écus d'or qu'il ne reçevra jamais. |
|          | Cyrille Ier Κύριλλος Α΄                           | 22 septembre 1623 - 4 octobre 1633 10 ans et 12 jours            | Troisième Patriarcat. |
|          | Cyrille II de Constantinople Κύριλλος Β΄          | 4 octobre 1633 - 11 octobre 1633 7 jours                         | Premier Patriarcat. |
|          | Cyrille Ier Κύριλλος Α΄                           | 11 octobre 1633 - 25 février 1634 4 mois et 14 jours             | Quatrième Patriarcat. |
|          | Athanase III Αθανάσιος Γ΄                         | mars 1634 - avril 1634 1 mois                                    | Premier Patriarcat. |
|          | Cyrille Ier Κύριλλος Α΄                           | avril 1634 - 10 mars 1635 11 mois et 9 jours                     | Cinquième Patriarcat. |
|          | Cyrille II Κύριλλος Β΄                            | 10 mars 1635 - 15 juin 1636 1 an, 3 mois et 5 jours              | Deuxième Patriarcat. |
|          | Néophyte III Νεόφυτος Γ΄                          | 15 juin 1636 - 5 mars 1637 1 an, 8 mois et 18 jours              | - |
|          | Cyrille Ier Κύριλλος Α΄                           | 5 mars 1637 - 20 juin 1638 1 an, 3 mois et 15 jours              | Sixième Patriarcat. |
|          | Cyrille II Κύριλλος Β΄                            | 20 juin 1638 - 1er juillet 1639 1 an et 11 jours                 | Troisième Patriarcat. |
|          | Parthénios Ier Παρθένιος Α΄                       | 1er juillet 1639 - 8 septembre 1644 5 ans, 2 mois et 7 jours     | - |
|          | Parthénios II Παρθένιος Β΄                        | 8 septembre 1644 - 16 novembre 1646 2 ans, 2 mois et 8 jours     | Premier Patriarcat. |
|          | Joannice II Ιωαννίκιος Β΄                         | 16 novembre 1646 - 29 octobre 1648 1 an, 11 mois et 13 jours     | Premier Patriarcat. |
|          | Parthénios II Παρθένιος Β΄                        | 29 octobre 1648 - 16 mai 1651 2 ans, 6 mois et 17 jours          | Second Patriarcat. |
|          | Joannice II (2) Ιωαννίκιος Β΄                     | juin 1651 - 7 juin 1652 1 an et 6 jours                          | Deuxième Patriarcat. |
|          | Cyrille III Κύριλλος Γ΄                           | 7 juin 1652 - renonce le 15 juin 1652 8 jours                    | Premier Patriarcat. |
|          | Athanase III                                      | 15 juin 1652 - juillet 1652 16 jours                             | Second Patriarcat; Saint thaumaturge chrétien, canonisé par l'Église russe (« saint Athanase le Séant »), fêté le 2 mai. |
|          | Païsios Ier Παΐσιος Α΄                            | juillet 1652 - 1er avril 1653 9 mois                             | Premier Patriarcat. |
|          | Joannice II Ιωαννίκιος Β΄                         | 1er avril 1653 - 1er mars 1654 11 mois                           | Troisième Patriarcat. |
|          | Cyrille III Κύριλλος Γ΄                           | 1er mars 1654 - renonce le 15 mars 1654 14 jours                 | Second Patriarcat. |
|          | Païsios Ier Παΐσιος Α΄                            | 15 mars 1654 - mars 1655 11 mois et 14 jours                     | Second Patriarcat. |
|          | Joannice II Ιωαννίκιος Β΄                         | mars 1655 - 26 juillet 1656 1 an, 4 mois et 25 jours             | Quatrième Patriarcat. |
|          | Parthénios III Παρθένιος Γ΄                       | 26 juillet 1656 - exécuté le 24 mars 1657 7 mois et 26 jours     | Saint chrétien fêté le 24 mars. |
|          | Gabriel II Γαβριήλ Β΄                             | 23 avril 1657 - 30 avril 1657 7 jours                            | Saint chrétien fêté le 3 décembre. |
|          | Parthénios IV Παρθένιος Δ΄                        | 1er mai 1657 - renonce le 29 juin 1662 5 ans, 1 mois et 28 jours | Premier Patriarcat. |
|          | Dionysios III Διονύσιος Γ΄                        | 29 juin 1662 - 21 octobre 1665 3 ans, 3 mois et 22 jours         | - |
|          | Parthénios IV Παρθένιος Δ΄                        | 21 octobre 1665 - 9 septembre 1667 1 an, 10 mois et 19 jours     | Deuxième Patriarcat. |
|          | Clément Κλήμης                                    | 9 septembre 1667 - 21 octobre 1667 1 mois et 12 jours            | Non reconnu. |
|          | Méthode III Μεθόδιος Γ'                           | 5 janvier 1668 - renonce en mars 1671 3 ans, 1 mois et 24 jours  | - |
|          | Parthénios IV Παρθένιος Δ΄                        | mars 1671 - 7 septembre 1671 6 mois et 6 jours                   | Troisième Patriarcat. |
|          | Dionysios IV Muselimes (le Musulman) Διονύσιος Δ΄ | octobre 1671 - 25 juillet 1673 1 an, 9 mois et 24 jours          | Premier Patriarcat; confirmé à son poste le 8 novembre 1671. |
|          | Gérasime II Γεράσιμος Β΄                          | 14 août 1673 - 31 décembre 1674 1 an, 4 mois et 17 jours         | - |
|          | Parthénios IV Παρθένιος Δ΄                        | 1er janvier 1675 - 29 juillet 1676 1 an, 6 mois et 28 jours      | Quatrième Patriarcat |
|          | Dionysios IV Muselimes (le Musulman) Διονύσιος Δ΄ | 29 juillet 1676 - 29 juillet 1679 3 ans                          | Deuxième Patriarcat. |
|          | Athanasios IV Αθανάσιος Δ΄                        | 30 juillet 1679 - 10 août 1679 11 jours                          | - |
|          | Jacques Ιάκωβος                                   | 10 août 1679 - 30 juillet 1682 2 ans, 11 mois et 20 jours        | Premier Patriarcat. |
|          | Dionysios IV Muselimes (le Musulman) Διονύσιος Δ΄ | 30 juillet 1682 - 10 mars 1684 1 an, 7 mois et 9 jours           | Troisième Patriarcat. |
|          | Parthénios IV Παρθένιος Δ΄                        | 10 mars 1684 - renonce le 20 mars 1685 1 an et 10 jours          | Cinquième Patriarcat. |
|          | Jacques Ιάκωβος                                   | 20 mars 1685 - mars 1686 11 mois et 9 jours                      | Deuxième Patriarcat. |
|          | Dionysios IV Muselimes (le Musulman) Διονύσιος Δ΄ | mars 1686 - 17 octobre 1687 1 an, 7 mois et 16 jours             | Quatrième Patriarcat. |
|          | Jacques Ιάκωβος                                   | 12 octobre 1687 - 3 mars 1688 4 mois et 20 jours                 | Troisième Patriarcat. |
|          | Callinique II Καλλίνικος Β΄                       | 3 mars 1688 - 27 novembre 1688 8 mois et 24 jours                | Premier Patriarcat. |
|          | Néophyte IV Νεόφυτος Δ΄                           | 27 novembre 1688 - 7 mars 1689 3 mois et 8 jours                 | - |
|          | Callinique II Καλλίνικος Β΄                       | 7 mars 1689 - août 1693 4 ans, 4 mois et 25 jours                | Deuxième Patriarcat. |
|          | Dionysios IV Muselimes (le Musulman) Διονύσιος Δ΄ | août 1693 - avril 1694 8 mois                                    | Cinquième Patriarcat. |
|          | Callinique II Καλλίνικος Β΄                       | avril 1694 - 8 août 1702 8 ans, 4 mois et 7 jours                | Troisième Patriarcat. |

### XVIIIesiècle
| Portrait | Nom de règne                        | Patriarcat                                                                                      | Nom d’origine           | Naissance                          | Remarques |
| -------- | ----------------------------------- | ----------------------------------------------------------------------------------------------- | ----------------------- | ---------------------------------- | --- |
|          | Gabriel III Γαβριήλ Γ΄              | 15 août 1702 - 17 octobre 1702 2 mois et 2 jours                                                | -                       | Smyrne Empire ottoman              | - |
|          | Néophyte V Νεόφυτος Ε΄              | 20 octobre 1707 – renonce le 25 octobre 1707 5 jours                                            | -                       | -                                  | - |
|          | Cyprianos Ier Κυπριανός             | 27 octobre 1707 - mai 1709 1 an, 6 mois et 4 jours                                              | -                       | -                                  | Premier Patriarcat. |
|          | Athanasios V Αθανάσιος Ε΄           | mai 1709 - décembre 1713 4 ans et 7 mois                                                        | -                       | Crète Empire ottoman               | - |
|          | Cyrille IV Κύριλλος Δ΄              | décembre 1711 – renonce le novembre 1713 1 an et 11 mois                                        | -                       | Mytilène Empire ottoman            | - |
|          | Cyprianos Ier Κυπριανός             | novembre 1713 – renonce le 28 février 1714 3 mois et 27 jours                                   | -                       | -                                  | Second Patriarcat. |
|          | Cosmas III Κοσμάς Γ΄                | 28 février 1714 - 23 mars 1716 2 ans et 24 jours                                                | -                       | Chalcédoine Empire ottoman         | - |
|          | Jérémie III Ιερεμίας Γ΄             | 25 mars 1716 - 20 novembre 1726 10 ans, 7 mois et 26 jours                                      | -                       | 1650 Patmos Empire ottoman         | Premier Patriarcat. |
|          | Callinicus III (el) Καλλίνικος Γ΄   | 20 novembre 1726 - 20 novembre 1726 moins d’un jour                                             | -                       | Naxos Empire ottoman               | Meurt en apprenant son élection. |
|          | Païsios II Παΐσιος Β΄               | 20 novembre 1726 - 15 septembre 1732 5 ans, 9 mois et 26 jours                                  | Kiumourtzoglou          | Kayseri Empire ottoman             | Premier Patriarcat |
|          | Jérémie III Ιερεμίας Γ΄             | 15 septembre 1732 - mars 1733 6 mois                                                            | -                       | 1650 Patmos Empire ottoman         | Second Patriarcat. |
|          | Séraphim Ier Σεραφείμ Α΄            | mars 1733 - septembre 1734 1 an et 6 mois                                                       | -                       | Acarnanie Empire ottoman           | - |
|          | Néophyte VI Νεόφυτος Ϛ΄             | 27 septembre 1734 - août 1740 5 ans, 10 mois et 5 jours                                         | -                       | Patmos Empire ottoman              | Premier Patriarcat |
|          | Païsios II Παΐσιος Β΄               | août 1740 - 15 mai 1743 2 ans, 9 mois et 14 jours                                               | Kiumourtzoglou          | Kayseri Empire ottoman             | Deuxième Patriarcat. |
|          | Néophyte VI Νεόφυτος Ϛ΄             | 15 mai 1743 - mars 1744 9 mois et 15 jours                                                      | -                       | Patmos Empire ottoman              | Second Patriarcat. |
|          | Païsios II Παΐσιος Β΄               | mars 1744 - 28 septembre 4 ans, 6 mois et 27 jours                                              | Kiumourtzoglou          | Kayseri Empire ottoman             | Troisième Patriarcat. |
|          | Cyrille V Κύριλλος Ε΄               | 28 septembre 1748 - mai 1751 2 ans et 8 mois                                                    | Konstantinos Karakallos | Dimitsána Empire ottoman           | Premier Patriarcat. |
|          | Païsios II Παΐσιος Β΄               | mai 1751 - septembre 1752 1 an et 3 mois                                                        | Kiumourtzoglou          | Kayseri Empire ottoman             | Quatrième Patriarcat. |
|          | Cyrille V Κύριλλος Ε΄               | septembre 1752 - 16 janvier 1757 4 ans, 4 mois et 15 jours                                      | Konstantinos Karakallos | Dimitsána Empire ottoman           | Second Patriarcat. |
|          | Callinique IV Καλλίνικος Δ΄         | 16 janvier 1757 - 27 juillet 1757 6 mois et 11 jours                                            | Konstantinos Maurikios  | 1713 Zagorá Empire ottoman         | Destitué. Il est appelé Callinicus III par ceux qui ne comptent pas Callinicus III (el) parmi les patriarches, qui mourut en apprenant son élection et n'eut pas le temps d'être intronisé |
|          | Séraphim II Σεραφείμ Β΄             | 22 mars 1757 - 26 mars 1761 4 ans et 4 jours                                                    | -                       | 1790 Delvinë Empire ottoman        | - |
|          | Joannice III Ιωαννίκιος Γ΄          | 26 mars 1761 - 21 mai 1763 2 ans, 1 mois et 25 jours                                            | Ioannis Caradja         | 1700 Constantinople Empire ottoman | - |
|          | Samuel Ier Σαμουήλ Α΄               | 24 mai 1763 - 5 novembre 1768 5 ans, 5 mois et 12 jours                                         | Skarlatos Hangerli      | 1700 Constantinople Empire ottoman | Premier Patriarcat. |
|          | Mélèce II Μελέτιος Β΄               | 5 novembre 1768 - 11 avril 1769 5 mois et 6 jours                                               | -                       | Ténédos Empire ottoman             | - |
|          | Théodose II Θεοδόσιος Β΄            | 11 avril 1769 - 16 novembre 1773 4 ans, 7 mois et 5 jours                                       | -                       | Crète Empire ottoman               | - |
|          | Samuel Ier Σαμουήλ Α΄               | 17 novembre 1773 - 24 décembre 1774 1 an, 1 mois et 7 jours                                     | Skarlatos Hangerli      | 1700 Constantinople Empire ottoman | Second Patriarcat. |
|          | Sophrone II Σωφρόνιος Β΄            | 24 décembre 1774 – 8 octobre 1780 5 ans, 9 mois et 14 jours                                     |                         | Alep Empire ottoman                | Il est aussi patriarche orthodoxe de Jérusalem sous le nom de Sophrone V de 1771 à 1774.                                                                                                   |
|          | Gabriel IV Γαβριήλ Δ΄               | 8 octobre 1780 – 29 juin 1785 4 ans, 8 mois et 21 jours                                         |                         | Smyrne Empire ottoman              | |
|          | Procope Προκόπιος                   | 29 juin 1785 – renonce le 30 avril 1789 (mort en 1803 ou 1804) 3 ans, 10 mois et 1 jour         | Prokopios Pelekasis     | 1734 Sitsova Empire ottoman        | Déposé par Sélim III. |
|          | Néophyte VII Νεόφυτος Ζ΄            | 1er mai 1789 – renonce le 1er mars 1794 4 ans et 10 mois                                        |                         | Smyrne Empire ottoman              | Premier patriarcat. |
|          | Gérasime III Γεράσιμος Γ΄           | 3 mars 1794 – renonce le 18 avril 1797 (mort en 1797) 3 ans, 1 mois et 15 jours                 |                         | Chypre Empire ottoman              | |
|          | saint Grégoire V Άγιος Γρηγόριος Ε΄ | 9 mai 1797 – 19 décembre 1798 1 an, 7 mois et 10 jours                                          | Georgios Angelopoulos   | 1746 Dimitsána Empire ottoman      | Premier patriarcat. |
|          | Néophyte VII Νεόφυτος Ζ΄            | 19 décembre 1798 – renonce le 17 juin 1801 (mort à une date inconnue) 2 ans, 5 mois et 29 jours |                         | Smyrne Empire ottoman              | Second patriarcat. |

### XIXesiècle
| Portrait | Nom de règne                        | Patriarcat                                                                                          | Nom d’origine              | Naissance                                        | Remarques                                                                                    |
| -------- | ----------------------------------- | --------------------------------------------------------------------------------------------------- | -------------------------- | ------------------------------------------------ | -------------------------------------------------------------------------------------------- |
|          | Callinique V Καλλίνικος Ε΄          | 18 juin 1801 – renonce le 22 septembre 1806 5 ans, 3 mois et 4 jours                                |                            | Mudanya Empire ottoman                           | Premier patriarcat.                                                                          |
|          | saint Grégoire V Άγιος Γρηγόριος Ε΄ | 24 septembre 1806 – renonce le 10 septembre 1808 1 an, 11 mois et 17 jours                          | Georgios Angelopoulos      | 1746 Dimitsána Empire ottoman                    | Deuxième patriarcat.                                                                         |
|          | Callinique V Καλλίνικος Ε΄          | 10 septembre 1808 – renonce le 23 avril 1809 (mort à une date inconnue) 7 mois et 13 jours          |                            | Mudanya Empire ottoman                           | Second patriarcat.                                                                           |
|          | Jérémie IV Ιερεμίας Δ΄              | 23 avril 1809 – renonce le 4 mars 1813 (mort en 1824) 3 ans, 10 mois et 9 jours                     |                            | Crète Empire ottoman                             |                                                                                              |
|          | saint Cyrille VI Άγιος Κύριλλος Ϛ΄  | 4 mars 1813 – renonce le 13 décembre 1818 (mort en avril 1821) 5 ans, 9 mois et 9 jours             | Konstantinos Serpentzoglou | 1769 Edirne Empire ottoman                       | Mort pendu par les Turcs sur ordre de Mahmoud II.                                            |
|          | saint Grégoire V Άγιος Γρηγόριος Ε΄ | 14 décembre 1818 – 22 avril 1821 2 ans, 4 mois et 8 jours                                           | Georgios Angelopoulos      | 1746 Dimitsána Empire ottoman                    | Troisième patriarcat. Mort pendu par les Turcs.                                              |
|          | Eugène II Ευγένιος Β΄               | 22 avril 1821 – 27 juillet 1822 1 an, 3 mois et 5 jours                                             |                            | Vers 1780 Empire ottoman                         |                                                                                              |
|          | Anthème III Άνθιμος Γ΄              | 28 juillet 1822 – renonce le 9 juillet 1824 (mort en 1842) 1 an, 11 mois et 11 jours                |                            | 1762 Naxos Empire ottoman                        | Déposé par Mahmoud II.                                                                       |
|          | Chrysanthe Χρύσανθος                | 9 juillet 1824 – renonce le 26 septembre 1826 (mort le 10 septembre 1834) 2 ans, 2 mois et 17 jours | Chrysanthos Manoleas       | 25 février 1768 Dolno Gramatikovo Empire ottoman | Membre de la Filikí Etería.                                                                  |
|          | Agathange Αγαθάγγελος               | 8 octobre 1826 – renonce le 17 juillet 1830 (mort en 1832) 3 ans, 9 mois et 9 jours                 |                            | 1769 Edirne Empire ottoman                       |                                                                                              |
|          | Constance Ier Κωνστάντιος Α΄        | 6 juillet 1830 – renonce le 18 août 1834 (mort le 5 janvier 1859) 4 ans, 1 mois et 12 jours         |                            | 1777 Constantinople Empire ottoman               |                                                                                              |
|          | Constance II Κωνστάντιος Β΄         | 18 août 1834 – renonce le 26 septembre 1835 (mort en 1859) 1 an, 1 mois et 8 jours                  |                            | 1789 Empire ottoman                              |                                                                                              |
|          | Grégoire VI Γρηγόριος Ϛ΄            | 26 septembre 1835 – renonce le 20 février 1840 4 ans, 4 mois et 25 jours                            | Georgios Fourtouniadis     | 1er mars 1798 Rumelifeneri Empire ottoman        | Premier patriarcat.                                                                          |
|          | Anthème IV Άνθιμος Δ΄               | 20 février 1840 – renonce le 6 mai 1841 1 an, 2 mois et 16 jours                                    |                            | 1785 Empire ottoman                              | Premier patriarcat. Déposé par Abdülmecid Ier.                                               |
|          | Anthème V Άνθιμος Ε΄                | 6 mai 1841 – 12 juin 1842 1 an, 1 mois et 6 jours                                                   |                            | 1779 Rodosto Empire ottoman                      |                                                                                              |
|          | Germain IV Γερμανός Δ΄              | 14 juin 1842 – renonce le 30 avril 1845 2 ans, 10 mois et 16 jours                                  |                            | 1790 Empire ottoman                              | Premier patriarcat.                                                                          |
|          | Mélèce III Μελέτιος Γ΄              | 18 avril – 28 novembre 1845 7 mois et 10 jours                                                      |                            | 1772 Kéa Empire ottoman                          |                                                                                              |
|          | Anthème VI Άνθιμος Ϛ΄               | 16 décembre 1845 – renonce le 30 octobre 1848 2 ans, 10 mois et 14 jours                            | Ioannides                  | 1782 Empire ottoman                              | Premier patriarcat.                                                                          |
|          | Anthème IV Άνθιμος Δ΄               | 19 octobre 1848 – renonce le 30 octobre 1852 (mort en 1878) 4 ans et 11 jours                       |                            | 1785 Empire ottoman                              | Second patriarcat. Il reconnaît l'autocéphalie de l'Église de Grèce.                         |
|          | Germain IV Γερμανός Δ΄              | 13 novembre 1852 – 16 septembre 1853 10 mois et 3 jours                                             |                            | 1790 Empire ottoman                              | Second patriarcat.                                                                           |
|          | Anthème VI Άνθιμος Ϛ΄               | 6 octobre 1853 – renonce le 3 octobre 1855 1 an, 11 mois et 27 jours                                | Ioannides                  | 1782 Empire ottoman                              | Deuxième patriarcat.                                                                         |
|          | Cyrille VII Κύριλλος Ζ΄             | 3 octobre 1855 – renonce le 13 juillet 1860 (mort en 1872) 4 ans, 9 mois et 10 jours                |                            | 1775 Empire ottoman                              |                                                                                              |
|          | Joachim II Ιωακείμ Β΄               | 8 octobre 1860 – renonce le 18 août 1863 2 ans, 10 mois et 10 jours                                 |                            | 1802 à Chios Empire ottoman                      | Premier patriarcat.                                                                          |
|          | Sophrone III Σωφρόνιος Γ΄           | 2 octobre 1863 – renonce le 16 décembre 1866 (mort le 3 septembre 1899) 3 ans, 2 mois et 14 jours   |                            | 1798 Empire ottoman                              | Il est aussi patriarche orthodoxe d'Alexandrie sous le nom de Sophrone IV de 1870 à sa mort. |
|          | Grégoire VI Γρηγόριος Ϛ΄            | 10 février 1867 – renonce le 10 juin 1871 (mort le 8 juin 1881) 4 ans et 4 mois                     | Georgios Fourtouniadis     | 1er mars 1798 Rumelifeneri Empire ottoman        | Second patriarcat.                                                                           |
|          | Anthème VI Άνθιμος Ϛ΄               | 17 septembre 1871 – renonce le 12 octobre 1873 (mort le 7 décembre 1877) 2 ans et 25 jours          | Ioannides                  | 1782 Empire ottoman                              | Troisième patriarcat.                                                                        |
|          | Joachim II Ιωακείμ Β΄               | 23 novembre 1873 – 5 août 1878 4 ans et 8 mois                                                      |                            | 1802 à Chios Empire ottoman                      | Second patriarcat.                                                                           |
|          | Joachim III Ιωακείμ Γ΄              | 18 octobre 1878 – renonce le 11 avril 1884 5 ans, 5 mois et 24 jours                                |                            | 30 janvier 1834 à Constantinople Empire ottoman  | Premier patriarcat.                                                                          |
|          | Joachim IV Ιωακείμ Δ΄               | 1er octobre 1884 – renonce le 14 novembre 1886 (mort le 15 février 1887) 2 ans, 1 mois et 13 jours  | Nikolaos Krousouloudis     | 5 juillet 1837 à Chios Empire ottoman            | -                                                                                            |
|          | Dionysios V Διονύσιος Ε΄            | 4 février 1887 – 25 août 1891 4 ans, 6 mois et 21 jours                                             | Denis Haritonidis          | 22 mars 1820                                     | -                                                                                            |
|          | Néophyte VIII Νεόφυτος Η΄           | 8 novembre 1891 – renonce le 6 novembre 1894 (mort le 18 juillet 1909) 2 ans, 11 mois et 29 jours   | Joachim Papakonstantinou   | 1827 à Rodolivos (en) Empire ottoman             | -                                                                                            |
|          | Anthème VII Άνθιμος Ζ΄              | 1er février 1895 – renonce le 29 janvier 1897 (mort le 5 décembre 1913) 1 an, 11 mois et 28 jours   | Angelos Tsatsos            | 1827 à Filiátes Empire ottoman                   | -                                                                                            |
|          | Constantin V Κωνσταντίνος Ε΄        | 14 avril 1897 – renonce le 9 avril 1901 (mort le 27 février 1914) 3 ans, 11 mois et 26 jours        | Konstantinos Valiadis      | 11 janvier 1833 à Véssa Empire ottoman           | -                                                                                            |

### XXesiècle
| Portrait | Nom de règne                  | Patriarcat                                                                                        | Nom d’origine          | Naissance                                        | Remarques |
| -------- | ----------------------------- | ------------------------------------------------------------------------------------------------- | ---------------------- | ------------------------------------------------ | --- |
|          | Joachim III Ιωακείμ Γ΄        | 7 juin 1901 – 26 novembre 1912 11 ans, 5 mois et 19 jours                                         |                        | 30 janvier 1834 à Constantinople Empire ottoman  | Second patriarcat.                                                                                                |
|          | Germain V Γερμανός Ε΄         | 10 février 1913 – renonce le 25 octobre 1918 (mort le 28 juillet 1920) 5 ans, 8 mois et 15 jours  |                        | 6 décembre 1835                                  | Dernier patriarche à recevoir la reconnaissance du sultan ottoman.                                                |
|          | Mélèce IV Μελέτιος Δ΄         | 8 décembre 1921 – renonce le 20 septembre 1923 (mort le 28 juillet 1935) 1 an, 9 mois et 12 jours | Emmanouíl Metazákis    | 21 septembre 1871 en Crète Grèce                 | Il est aussi primat de l'Église de Grèce de 1918 à 1920 puis patriarche orthodoxe d'Alexandrie de 1926 à sa mort. |
|          | Grégoire VII Γρηγόριος Ζ΄     | 6 décembre 1923 - 17 novembre 1924 11 mois et 11 jours                                            | Grigorios Zervoudákis  | 1855 à Sifnos Grèce                              | — |
|          | Constantin VI Κωνσταντίνος Ϛ΄ | 17 décembre 1924 – renonce le 22 mai 1925 (mort le 28 novembre 1930) 5 mois et 5 jours            | —                      | 1859 à Sygée Empire ottoman                      | Il est exilé en Grèce par le gouvernement turc du Parti républicain du peuple et renonce.                         |
|          | Basile III Βασίλειος Γ'       | 13 juillet 1925 - 29 septembre 1929 4 ans, 2 mois et 16 jours                                     | Vasíleios Georgiádis   | 1846 à Üsküdar Empire ottoman                    | — |
|          | Photios II Φώτιος Β'          | 7 octobre 1929 - 29 décembre 1935 6 ans, 2 mois et 22 jours                                       | —                      | 1874 à Büyükada Empire ottoman                   | — |
|          | Benjamin Βενιαμίν             | 18 janvier 1936 - 17 février 1946 10 ans et 30 jours                                              | —                      | 1871 à Edremit Empire ottoman                    | — |
|          | Maxime V Μάξιμος Ε'           | 20 février 1946 - 18 octobre 1948 2 ans, 7 mois et 28 jours                                       | Máximos Vaportzîs      | 26 octobre 1897 à Sinop Empire ottoman           | — |
|          | Athénagoras Αθηναγόρας        | 1er novembre 1948 - 7 juillet 1972 23 ans, 8 mois et 6 jours                                      | Aristoklís Spyrou      | 25 mars 1886 à Vasiliko Empire ottoman           | Il rencontre le pape Paul VI à Jérusalem en 1964, puis à Istanbul et au Vatican en 1967.                          |
|          | Dimitri Δημήτριος             | 16 juillet 1972 - 2 octobre 1991 19 ans, 2 mois et 16 jours                                       | Dimítrios Papadópoulos | 8 septembre 1914 à Constantinople Empire ottoman | — |
|          | Bartholomée Βαρθολομαίος      | Depuis le 2 novembre 1991 33 ans, 9 mois et 13 jours                                              | Dimítrios Arkhontónis  | 29 février 1940 à Imbros Turquie                 | Surnommé le « Patriarche vert » pour son action en faveur de l'environnement.                                     |